# A búvár sírja

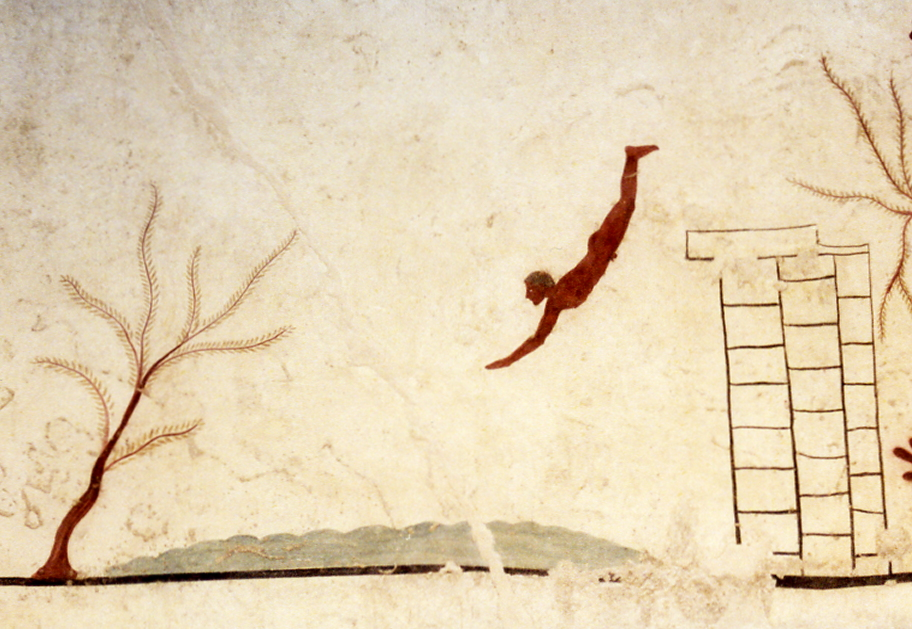
A Búvár sírja

A búvár sírja Magna Graecia-beli (Dél-Itália) Paestum közelében feltárt  görög sírkamra Kr. e. 480. tájáról. Belsejét görögök által készített falfestmények díszítik. A sírt Mario Napoli olasz régész találta meg 1968. június 3-án, miközben Paestum közeli sírkamrákat tárt fel. A sírban lévő szarkofág fiatal férfi testét rejtette. A sírt díszítő falfestmények lakomázókat ábrázolnak, a sírt borító fedőlapon pedig vízbe ugró ifjú látható, ez utóbbi adta nevét a sírnak.

## Látogatása
A faliképek a romvárossal szemközt felépített múzeum külön termében kaptak helyet. A sírt díszítő illusztrációk alapján a korszak hangszerei is bemutatásra kerülnek a múzeumban, beazonosítva a kép egyes részletein. A romváros és a múzeum egy közös belépővel tekinthető meg.

## További információk

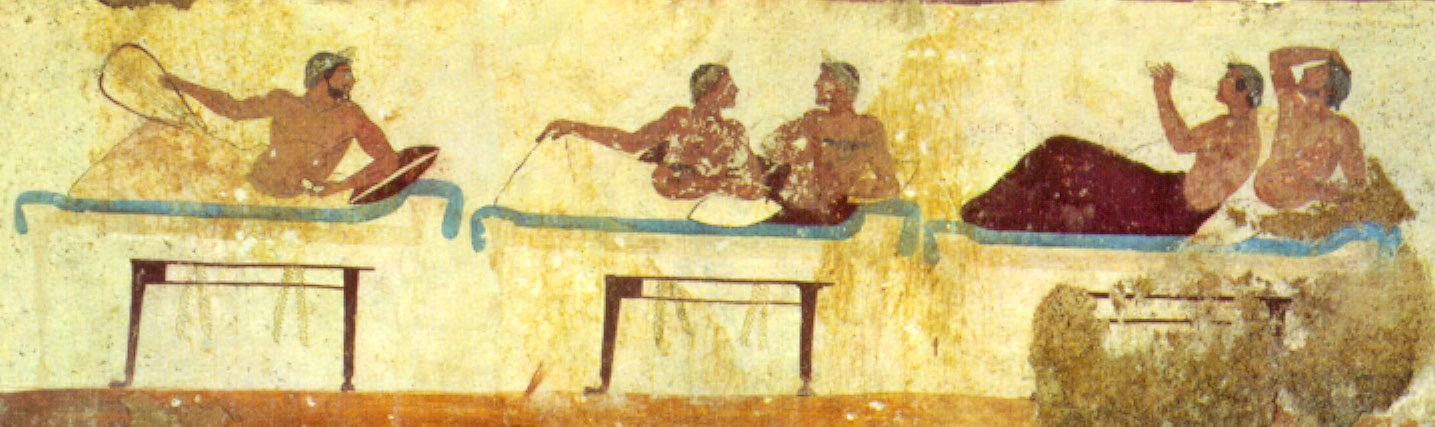
Lakomázók

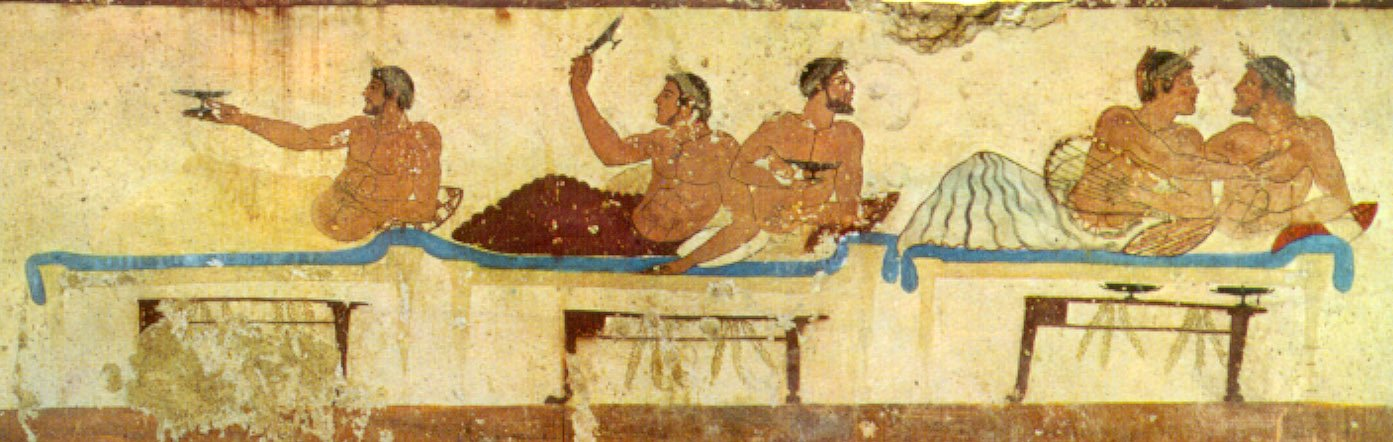